# A Sentimental Man
A Sentimental Man (Un uomo sentimentale) (conosciuta anche come “I am a Sentimental Man”) è una canzone del musical Wicked di Stephen Schwartz (vincitore del Grammy Award). Fu interpretata originariamente a Broadway dal premio Oscar Joel Grey, nel ruolo del Mago di Oz nell'incisione del cast originale di Broadway. Altre interpretazioni molto apprezzate furono quelle di Clive Carter e di George Hearn.

## Nel musical
La canzone è cantata per la prima volta sul finire del primo atto del musical ed introduce il personaggio del Mago di Oz. Egli si presenta a Glinda ed Elphaba come un “uomo sentimentale”, che farebbe di tutto pur di difendere il suo amato popolo, da sempre desideroso di avere una propria famiglia. In realtà, l'uomo mira a diventare l'imperatore assoluto di Oz, schiavizzando gli Animali con l'aiuto di Elphaba.
La canzone viene ripresa sul finire del secondo quando il mago scopre, per mezzo di Glinda, che Elphaba era sua figlia. Pentito di aver fatto eliminare la figlia, il finto Mago accenna nuovamente alla canzone, interrompendosi dopo pochi versi, scosso da singhiozzi.
La canzone non presenta particolari difficoltà, essendo quasi un recitativo.

## Versione di Jeff Goldblum
L'attore statunitense Jeff Goldblum ha eseguito A Sentimental Man nel ruolo del Mago di Oz nella prima parte del dittico di trasposizione cinematografica di Wicked, uscita il 22 novembre 2024, lo stesso giorno della colonna sonora Wicked: The Soundtrack.